# Письма былому
«Письма былому» (яп. 懐かしい年への手紙 Нацукасии тоси-э но тэгами) — роман Кэндзабуро Оэ 1987 года, одно из наиболее значительных сочинений писателя. Переведён на французский язык. В русскоязычной литературе также иногда называется «Письмами к милому прошлому».
Сочинение развивает космогонические мотивы, в развёрнутом виде представленные уже и в более ранних романах «Футбол 1860 года» и особенно «Игры современников», где в первом акцентируется фольклор, а во втором — мифология. В данном же романе, отталкиваясь от космологии «Божественной комедии» Данте, обильно цитируемой в тексте, Оэ приходит к созданию абстрактной структуры вечного времени сна, где стираются границы между временными пластами. Фундирующим же их единство элементом выступает пространство. Конкретные же реалии пространства, как и в указанных выше более ранних сочинениях, вписываются Оэ в разработанный им за десятилетия до мифологического масштаба образ родной деревни на Сикоку. Отмечается высокая степень автобиографичности и техническая изощрённость письма с многочисленными отсылами на другие произведения автора.